# Дивизионный миноносец
Дивизионный миноносец — подкласс миноносцев, строившихся в 1886—1898 годах для германского Императорского флота.
Концепция дивизионного миноносца была разработана в 1886—1887 годах. Всего было построено 10 подобных кораблей, которые делились на четыре серии (D-1—D-6, D-7—D-8, D-9 и D-10).
Опыт эксплуатации предыдущих типов миноносцев показал необходимость наличия в каждом отряде из 5-6 миноносцев одного большого (дивизионного) миноносца, имевшего точно такие же скорость и вооружение, как и у обычных миноносцев. Благодаря увеличению водоизмещения и размерений корпуса на кораблях подкласса удалось разместить минную мастерскую, кладовые запчастей и оборудование лазарета. Кроме этого, на дивизионных миноносцах был увеличенный экипаж, так как в военное время он должен был заменять убитых на кораблях «подчиненного» ему отряда. Вооружение дивизионных миноносцев состояло из трёх 350—450-мм торпедных аппаратов и трёх—шести скорострельных пушек калибра 37—50 мм.